# Ioan Mircea Prahase
Ioan Mircea Prahase (n. 24 martie 1947, Enciu, Bistrița-Năsăud) este un senator român în legislatura 1996-2000 ales în județul Bistrița-Năsăud pe listele partidului PD. Ioan Mircea Prahase a fost validat ca senator pe data de 18 iunie 1998, când l-a înlocuit pe senatorul Aurel Liviu Ciupe. În cadrul activității sale parlamentare, Ioan Mireca Prahase a fost membru în grupurile parlamentare de prietenie cu Republica Armenia și Republica Franceză-Senat. Ioan Mircea Prahase a inițiat 2 propuneri legislative, promulgate lege. 